# Pimelodella
Pimelodella és un gènere de peixos de la família dels heptaptèrids i de l'ordre dels siluriformes.

## Distribució geogràfica
Es troba a Amèrica: des de Panamà fins al Paraguai i el sud del Brasil.

## Taxonomia
- Pimelodella altipinnis (Steindachner, 1864)[3]
- Pimelodella australis (Eigenmann, 1917)[4]
- Pimelodella avanhandavae (Eigenmann, 1917)
- Pimelodella boliviana (Eigenmann, 1917)
- Pimelodella boschmai (Van der Stigchel, 1964)[5]
- Pimelodella brasiliensis (Steindachner, 1877)
- Pimelodella breviceps (Kner, 1858)[6]
- Pimelodella buckleyi (Boulenger, 1887)
- Pimelodella chagresi (Steindachner, 1877)
- Pimelodella chaparae (Fowler, 1940)
- Pimelodella conquetaensis (Ahl, 1925)
- Pimelodella cristata (Müller & Troschel, 1849)
- Pimelodella cruxenti (Fernández-Yépez, 1950)
- Pimelodella cyanostigma (Cope, 1870)
- Pimelodella dorseyi (Fowler, 1941)
- Pimelodella eigenmanni (Boulenger, 1891)
- Pimelodella eigenmanniorum (Miranda-Ribeiro, 1911)[7]
- Pimelodella elongata (Günther, 1860)
- Pimelodella enochi (Fowler, 1941)
- Pimelodella eutaenia (Regan, 1913)[8]
- Pimelodella figueroai (Dahl, 1961)[9]
- Pimelodella geryi (Hoedeman, 1961)
- Pimelodella gracilis (Valenciennes, 1836)
- Pimelodella griffini (Eigenmann, 1917)
- Pimelodella grisea (Regan, 1903)
- Pimelodella harttii (Steindachner, 1877)
- Pimelodella hartwelli (Fowler, 1940)
- Pimelodella hasemani (Eigenmann, 1917)
- Pimelodella howesi (Fowler, 1940)
- Pimelodella itapicuruensis (Eigenmann, 1917)
- Pimelodella kronei (Miranda Ribeiro, 1907)
- Pimelodella lateristriga (Lichtenstein, 1823)
- Pimelodella laticeps (Eigenmann, 1917)
- Pimelodella laurenti (Fowler, 1941)
- Pimelodella linami (Schultz, 1944)
- Pimelodella macrocephala (Miles, 1943)[10]
- Pimelodella macturki (Eigenmann, 1912)
- Pimelodella martinezi (Fernández-Yépes, 1970)[11]
- Pimelodella meeki (Eigenmann, 1910)
- Pimelodella megalops (Eigenmann, 1912)
- Pimelodella megalura (Miranda Ribeiro, 1918)
- Pimelodella metae (Eigenmann, 1917)
- Pimelodella modestus (Günther, 1860)
- Pimelodella montana (Allen, 1942)
- Pimelodella mucosa (Eigenmann & Ward, 1907)
- Pimelodella nigrofasciata (Perugia, 1897)[12]
- Pimelodella notomelas (Eigenmann, 1917)
- Pimelodella odynea (Schultz, 1944)[13]
- Pimelodella ophthalmica (Cope, 1878)[14]
- Pimelodella pallida (Dahl, 1961)[15]
- Pimelodella pappenheimi (Ahl, 1925)
- Pimelodella parnahybae (Fowler, 1941)
- Pimelodella parva (Güntert, 1942)
- Pimelodella pectinifer (Eigenmann & Eigenmann, 1888)
- Pimelodella peruana (Eigenmann & Myers, 1942)
- Pimelodella peruensis (Fowler, 1915)
- Pimelodella procera (Mees, 1983)
- Pimelodella rendahli (Ahl, 1925)
- Pimelodella reyesi (Dahl, 1964)[16]
- Pimelodella roccae (Eigenmann, 1917)
- Pimelodella rudolphi (Miranda Ribeiro, 1918)
- Pimelodella serrata (Eigenmann, 1917)
- Pimelodella spelaea (Trajano, Eleonora, Reis, Roberto E., Elina Bichuette & Maria, 2004)[17]
- Pimelodella steindachneri (Eigenmann, 1917)
- Pimelodella taeniophora (Regan, 1903)[18]
- Pimelodella taenioptera (Miranda Ribeiro, 1914)
- Pimelodella tapatapae (Eigenmann, 1920)
- Pimelodella transitoria (Miranda Ribeiro, 1907)
- Pimelodella vittata (Lütken, 1874)
- Pimelodella wesselii (Steindachner, 1877)[19]
- Pimelodella witmeri (Fowler, 1941)
- Pimelodella yuncensis (Steindachner, 1902)[20][21][22][23][24][25][26]